# Peter R. Marler
Peter Robert Marler (* 24. Februar 1928 in Slough; † 5. Juli 2014 in Davis, Kalifornien) war ein britisch-US-amerikanischer Neurobiologe und Ethologe. Er war bis zu seiner Emeritierung Professor für Neurobiologie, Physiologie und Verhaltensforschung an der University of California, Davis.

## Leben
Peter Marler wuchs in der südenglischen Grafschaft Berkshire auf und besuchte im Alter von 15 Jahren die Slough Grammar School, die einen naturwissenschaftlichen Schwerpunkt hatte. Durch den Einfluss seines Biolehrers entschloss er sich, nach Abschluss der Schule im Hauptfach Botanik und als Nebenfach Zoologie und Chemie zu studieren; zugleich interessierte er sich aber schon während seiner Schulzeit für vogelkundliche Themen. Marler erwarb 1948 am University College London einen Bachelor und 1952 einen Ph.D. in Botanik (Pflanzenökologie). 1954 erwarb er an der University of Cambridge einen zweiten Ph.D. in Zoologie (Tierverhalten). Von 1954 bis 1956 arbeitete er als Forschungsassistent bei William Thorpe und Robert Hinde am Jesus College der University of Cambridge. 1957 erhielt er eine Professur an der University of California in Berkeley. 1966 wurde Marler Professor an der Rockefeller University in New York City und dort 1969 Leiter des Institute for Research in Animal Behavior, 1972 des Field Research Center for Ethology and Ecology in Millbrook, Dutchess County, New York. 1989 erhielt Marler eine Professur an der University of California, Davis. 1994 wurde er emeritiert, übernahm aber noch von 1996 bis 2000 die Leitung des dortigen Center for Animal Behavior.
Marler starb im Juli 2014 im Alter von 86 Jahren nach längerer Erkrankung in einem Krankenhaus im kalifornischen Davis.

## Wirken
Marler war ein international anerkannter Forscher auf dem Gebiet des Vogelgesangs, insbesondere konnte er mit seinen Arbeiten zu Singvögeln wie Buchfinken und Dachsammern grundlegende Erkenntnisse über deren Erwerb des Gesanges gewinnen. Bereits in den 1960er-Jahren hatte er am Beispiel der Dachsammern nachgewiesen, dass Jungvögel den Gesang ihrer Art bereits als Nestlinge im Alter von 10 bis 50 Tagen durch Prägung von älteren Artgenossen – gewöhnlich von ihrem Vater – lernen, zu einem Zeitpunkt, an den sie selbst noch nicht singen. Bei seinem Modelltier konnte Marler u. a. nachweisen, dass die männlichen Nestlinge während der sensiblen Phase den Gesang ihres Vaters in ihrem Gedächtnis ‚speichern‘, „und später üben und perfektionieren sie ihren Gesang, indem sie ihren Gesang mit der Erinnerung an den seinen vergleichen.“ Diese von Marler als auditory template hypothesis (sinngemäß: Hypothese über vom Hörzentrum angelegte Schablonen) bezeichnete Interpretation der verhaltensbiologischen Beobachtungen fasste Vorbild, Prägung und das allmähliche Angleichen der selbst hervorgebrachten Laute durch ‚Übung‘ an die beim Vorbild gehörten Laute zwar zu einer funktionalen Gesamtheit zusammen. Es fehlte zunächst aber der Nachweis jener Nervenzellen, aus denen die vermutete ‚auditive Schablone‘ aufgebaut ist; hierzu lieferte Allison J. Doupe ab Ende der 1980er-Jahre vertiefende Erkenntnisse.
Auch zum Erwerb kommunikativer Fähigkeiten von Primaten leistete Marler wichtige Arbeiten – Studien über Schimpansen und Gorillas gemeinsam mit Jane Goodall und Hugo van Lawick; Studien über die Südliche Grünmeerkatze gemeinsam mit Tom Struhsaker, Dorothy Cheney und Robert Seyfarth. Marlers Arbeiten führten zu bahnbrechenden Einsichten in der Gedächtnis- und Lernforschung und zur Bedeutung auditorischer und sozialer Erfahrungen.
Zu Marlers Arbeitsgruppe gehörten zahlreiche bekannte Ornithologen und Verhaltensforscher wie Mark Konishi, Fernando Nottebohm, Susan Peters, Don Kroodsma, Bill Searcy, Steve Nowicki, Ken Yasukawa und John C. Wingfield.

## Auszeichnungen (Auswahl)
- 1964/1965 Guggenheim Fellow[6]
- 1970 Mitgliedschaft in der American Academy of Arts and Sciences[7]
- 1971 Mitgliedschaft in der National Academy of Sciences
- 1988 Mitgliedschaft in der American Philosophical Society[8]
- 1999 Neuronal Plasticity Prize der Fondation Ipsen, gemeinsam mit Masakazu Konishi und Fernando Nottebohm[9]
- 2001 Prix International der Fondation Fyssen[10]
- 2004 Rosenstiel Award, gemeinsam mit Masakazu Konishi und Fernando Nottebohm[11]
- 2008 Loye and Alden Miller Research Award der Cooper Ornithological Society[12]
- 2008 Ausländisches Mitglied in der Royal Society[13]

## Schriften (Auswahl)
- Peter Marler und Miwako Tamura: Culturally Transmitted Patterns of Vocal Behavior in Sparrows. In: Science. Band 146, Nr. 3650, 1964, S. 1483–1486, doi:10.1126/science.146.3650.1483.
- Peter R. Marler: A comparative approach to vocal learning: Song development in white-crowned sparrows. In: Journal of Comparative and Physiological Psychology. Band 71 (2, Pt. 2), 1970, S. 1–25, doi:10.1037/h0029144.
- Peter Marler und Hans Slabbekoorn: Nature's Music: The Science of Birdsong. Elsevier, San Diego 2004, ISBN 0-12-473070-1.